# Evarcha falcata nigrofusca
Evarcha falcata nigrofusca is een spinnenondersoort in de taxonomische indeling van de springspinnen (Salticidae).
Het dier behoort tot het geslacht Evarcha. De wetenschappelijke naam van de soort werd voor het eerst geldig gepubliceerd in 1900 door Embrik Strand.